# 耶律塔不也
耶律塔不也（?—?），遼朝（契丹）政治人物。
仲父房後裔，善于蹴鞠。咸雍初年，補任祗候郎君。和耶律乙辛关系好，太康3年（1077年）誣告皇太子耶律濬。辽道宗信以为真，废太子。塔不也转任延慶宮副使。寿昌元年（1095年），任行宮都部署。
乾統元年（1101年），天祚帝即位，塔不也作为乙辛之党，左遷特免部節度使。賄賂枢密使耶律阿思免于重罰，转任敵烈部節度使，复归敦睦宮使。天慶元年（1111年），出任西北路招討使，後病没。

## 延伸阅读
[在维基数据编辑]
 《遼史·卷111》，出自脱脱《遼史》